# Krummendammer Heide

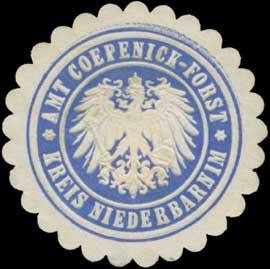
Siegel des Forst-Gutsbezirks Köpenick

Die Krummendammer Heide (veraltet auch Krummendammsche Heide) ist ein Wald östlich von Köpenick. Sie gehört zu den Köpenicker Heiden.

## Name
Die Krummendammer Heide ist nach dem Forsthaus Krummendamm benannt, welches rund anderthalb Kilometer nördlich von Friedrichshagen in der Nähe der Erpe liegt.

## Geographie
Die historischen Grenzen der Krummendammer Heide sind die Senitz im Osten, der Müggelsee im Süden, die Erpe im Westen und die Feldmarken von Dahlwitz, Münchehofe und Schöneiche im Norden.

## Geschichte
Die Krummendammer Heide gehörte seit dem Mittelalter zum Amt Köpenick. 1753 wurde im Südosten der Krummendammer Heide auf Anweisung von König Friedrich II. das Kolonistendorf Friedrichshagen gegründet. Seit 1842 zieht sich die Schlesische Bahn durch die Krummendammer Heide. Seit 1910 durchquert die Schöneicher Straßenbahn die Krummendammer Heide von Schöneiche zum Bahnhof Friedrichshagen. 1920 wurde die Krummendammer Heide als Teil des Forst-Gutsbezirks Köpenick nach Groß-Berlin eingemeindet.

## Forst
Die Krummendammer Heide gehört zu den Berliner Forsten als Teil des Forstamtes Köpenick. Sie ist aufgeteilt auf die Reviere Friedrichshagen, Müggelsee und Rahnsdorf. Der Sitz der Revierförsterei Friedrichshagen befindet sich heute im Forsthaus Neu-Krummendamm. Das Waldgebiet ist vollständig in Jagden eingeteilt. Die vorherrschende Baumart ist Kiefer.

## Verkehr

### Gestelle (Schneisen)
Von Nord nach Süd wird die Krummendammer Heide von den Gestellen A bis E, von Ost nach West von den Gestellen n bis z durchzogen.

### Wege
Der Dahlwitzer Heuweg durchzieht die Osthälfte der Krummendammer Heide von Nord nach Süd.

### Straßen
Das Gestell n ist heute als Straße ausgebaut und heißt Alter Fischerweg. Im Süden führt der Fürstenwalder Damm durch die Krummendammer Heide. Am Gestell s zweigt von diesem der Müggelseedamm ab. Das Gestell z führt als ausgabute Dahlwitzer Landstraße vom Bahnhof Friedrichshagen aus nach Norden durch den äußersten Westen der Heide. Die Schöneicher Landstraße durchquert die Krummendammer Heide auf ihrer gesamten Länge.

## Siedlungen und Bebauung

### Friedrichshagen
Der heutige Berliner Ortsteil liegt im Südosten der Krummendammer Heide. Neben dem ursprünglichen Kolonistendorf kamen später noch einige weitere Siedlungen wie etwa Hirschgarten hinzu.

### Rahnsdorf
Im Ortsteil Rahnsdorf befinden sich lediglich die Gebäude der Revierförstereien Müggelsee und Rahnsdorf sowie das Strandbad Müggelsee auf dem Gebiet der Krummendammer Heide.